# لا كابيل
لا كابيل (la-capelle)هي بلدية في مقاطعة أيسن في أوت دو فرانس في شمال فرنسا . يُطلق على سكانها اسمكابيلوا (جمع كابيلويس).

## جغرافياً
كان داخل لا كابيل محطة على خط سكة حديد بوسيني هيرسون والتي كانت تعمل من 1885 إلى 1959 (و 1977 لحركة الشحن بين لو نوفيون و لا كابيل).

## أسماء المواقع الجغرافية
يأتي اسم لا كابيل من مصطلح بيكارد الذي يشير إلى كنيسة صغيرة هذه الكنيسة مخصصة للقديس غرم .

## تاريخاً
تأسست القرية على يد القديس غريموني ، وهو قديس من أصل أيرلندي من القرن الرابع. كانت القرية ذات أهمية استراتيجية حيث كانت تدافع عن الحدود الفرنسية ضد أفيسنيس سور هيلب، التي كانت إسبانية. إنها 1 كم من الحدود البلجيكية.
في 7 نوفمبر 1918 ، في نهاية الحرب العالمية الأولى ، كان المفوضون الألمان (برئاسة ماتياس إرزبرجر ) ، الذين جاءوا للتفاوض بشأن الهدنة ، قد عبروا الخطوط الأمامية والتقىوا بالقائد بوربون بوسيت في 7 نوفمبر 1918 ، في لا كابيل . تم نقلهم بالسيارة إلى هومبليير ومن ثم إلى تيرنييه حيث كان قطار خاص ينتظرهم لإحضارهم إلى مقاصة ريثونديس في غابة كومبيين حيث كان في صباح يوم 8th المارشال فوش ، مع وفد الحلفاء ، في انتظارهم في بلده تدريب القيادةز
أثناء الحرب العالمية الثانية في عام 1940 ، أثناء الحرب الهاتفية ، نصب الجنرال بول بارب في لا كابيل مركز قيادة فرقته ، فرقة الفرسان الخفيفة الرابعة.

## شعارات النبالة
النصف العلوي من شعار النبالة لونه أزرق سماوي بجدار فضي مسنن ، يحيط به برجان من نفسهما ، مع أسدين ذهبيين متقابلين بعيدًا عن بعضهما البعض ، ويحملان سيوفًا فضية. النصف السفلي في جولس ، مع أربعة نقود ذهبية (عملات معدنية).

## السياسة والإدارة
| فترة                        | هوية        | ملصق      | جودة                     |
| --------------------------- | ----------- | --------- | ------------------------ |
| قبل عام 1875 - بعد عام 1876 | مامبورغ     |           |                          |
|                             |             |           |                          |
| 1957-1997                   | لويس هينبيل | UDR - RPR | دكتور ، مستشار عام       |
| 2001-2020                   | غي ميريس    | DVD - LR  | متقاعد من الخدمة العامة. |
| 2020 - شاغل الوظيفة         | يوهان ويري  |           |                          |

## الأماكن والمعالم الأثرية
كنيسة القديس غريموني في لا كابيل
الحاجز العسكري على جانب طريق أفيسنيس سور هيلب هو علامة طريق رومانية. إنه مصنوع من الحجر الجيري وهو أسطواني الشكل.
مضمار سباق شهير: حلبة سباق لا كابيل، تم إنشاؤه عام 1874.
فيلا باسك 10 ، التي كانت المكان الذي أجرى فيه المفوض الألماني اتصالات مع الحلفاء للتفاوض على هدنة عام 1918. منذ عام 1992 ، كانت فيلا باسكويس مقرًا لمجتمع الكوميونات في مركز Thiérache.

### فلاور سيتي
زهرتان مُنحتان في عام 2009 من قبل مجلس المدن والقرى فلوريس الفرنسي في مسابقة المدن والقرى في إزهار.